# 八重山観光フェリー

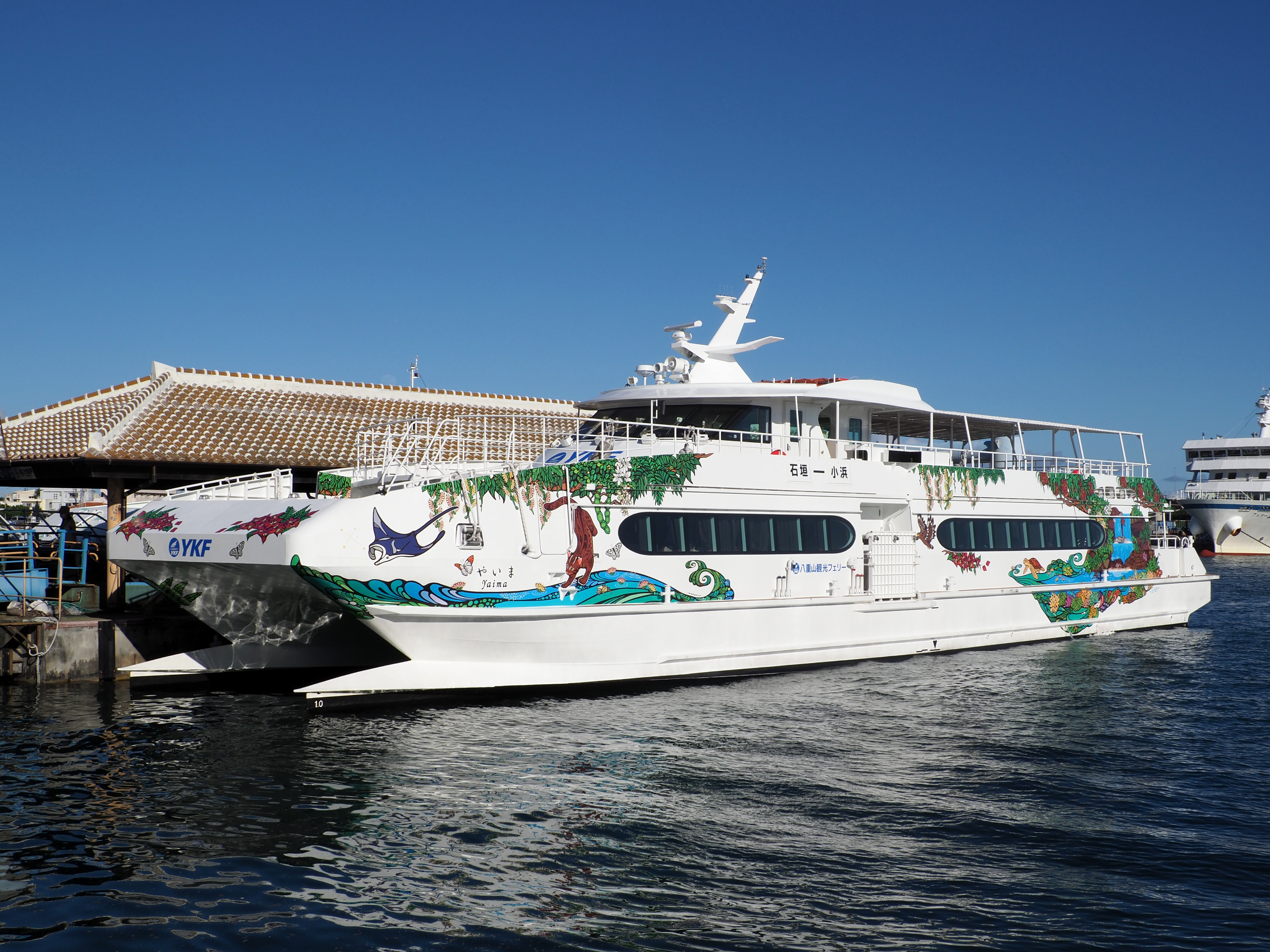
やいま（石垣港）

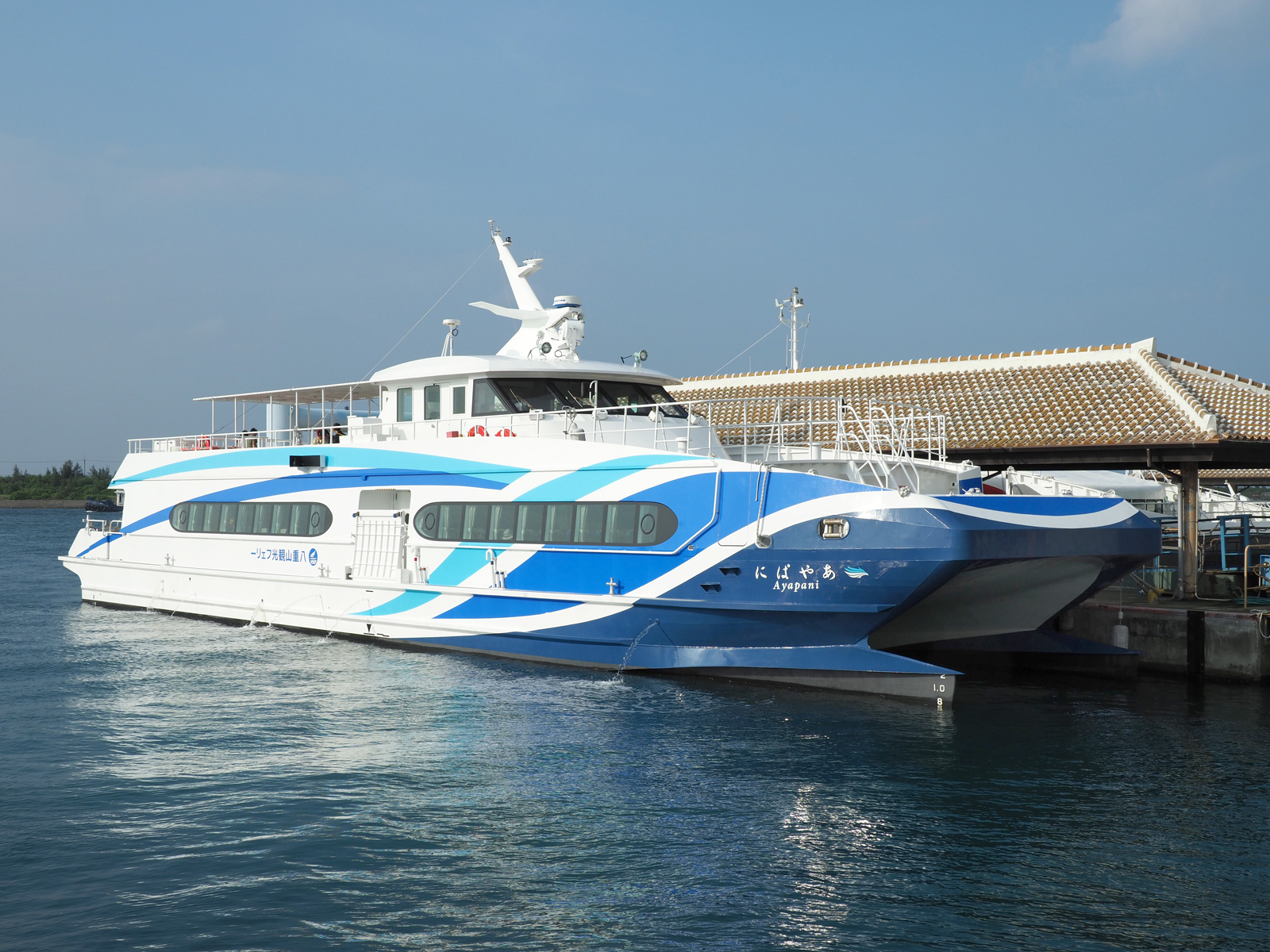
あやぱに（石垣港）

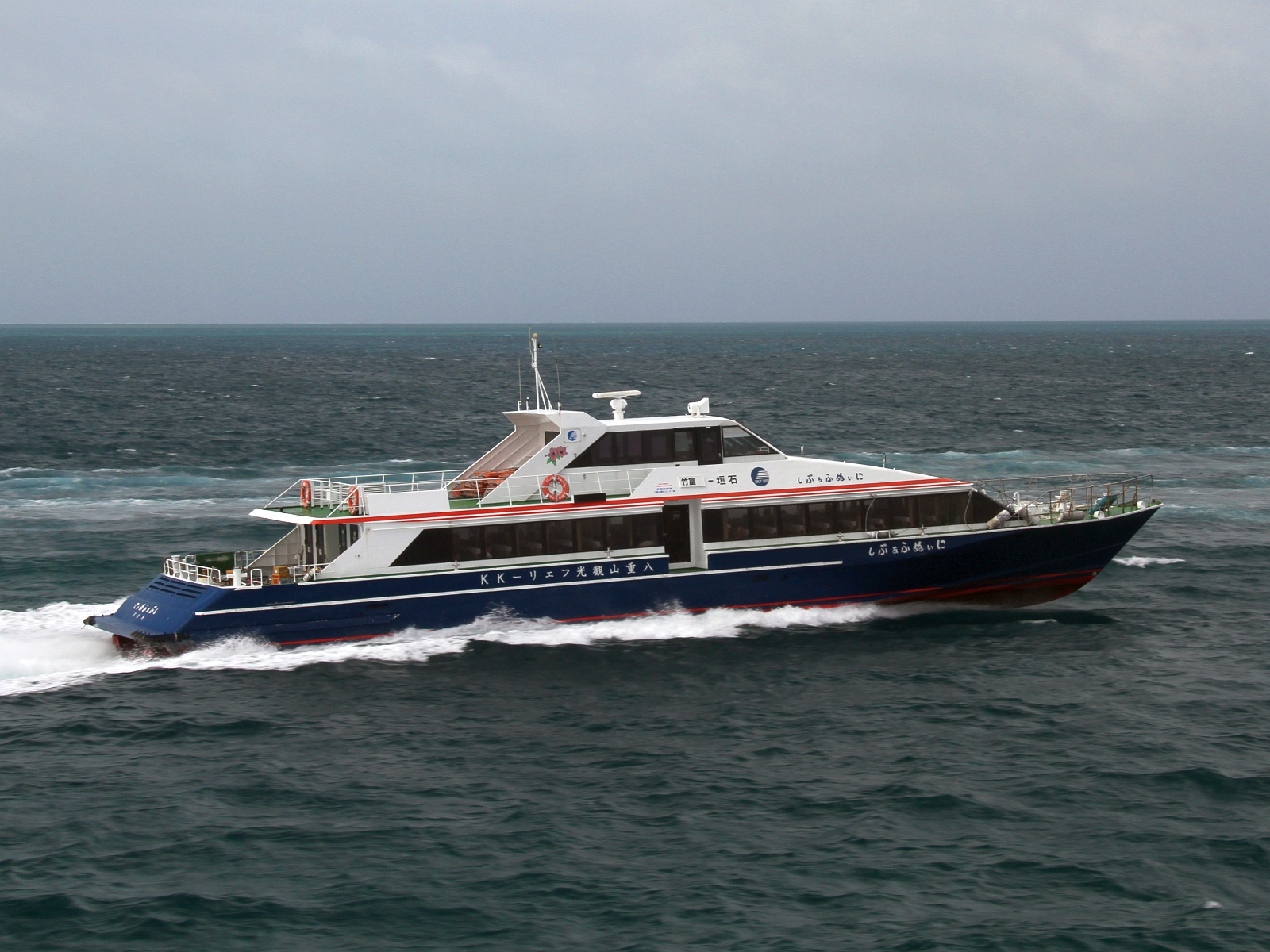
にぃぬふぁぶし（石垣港沖）

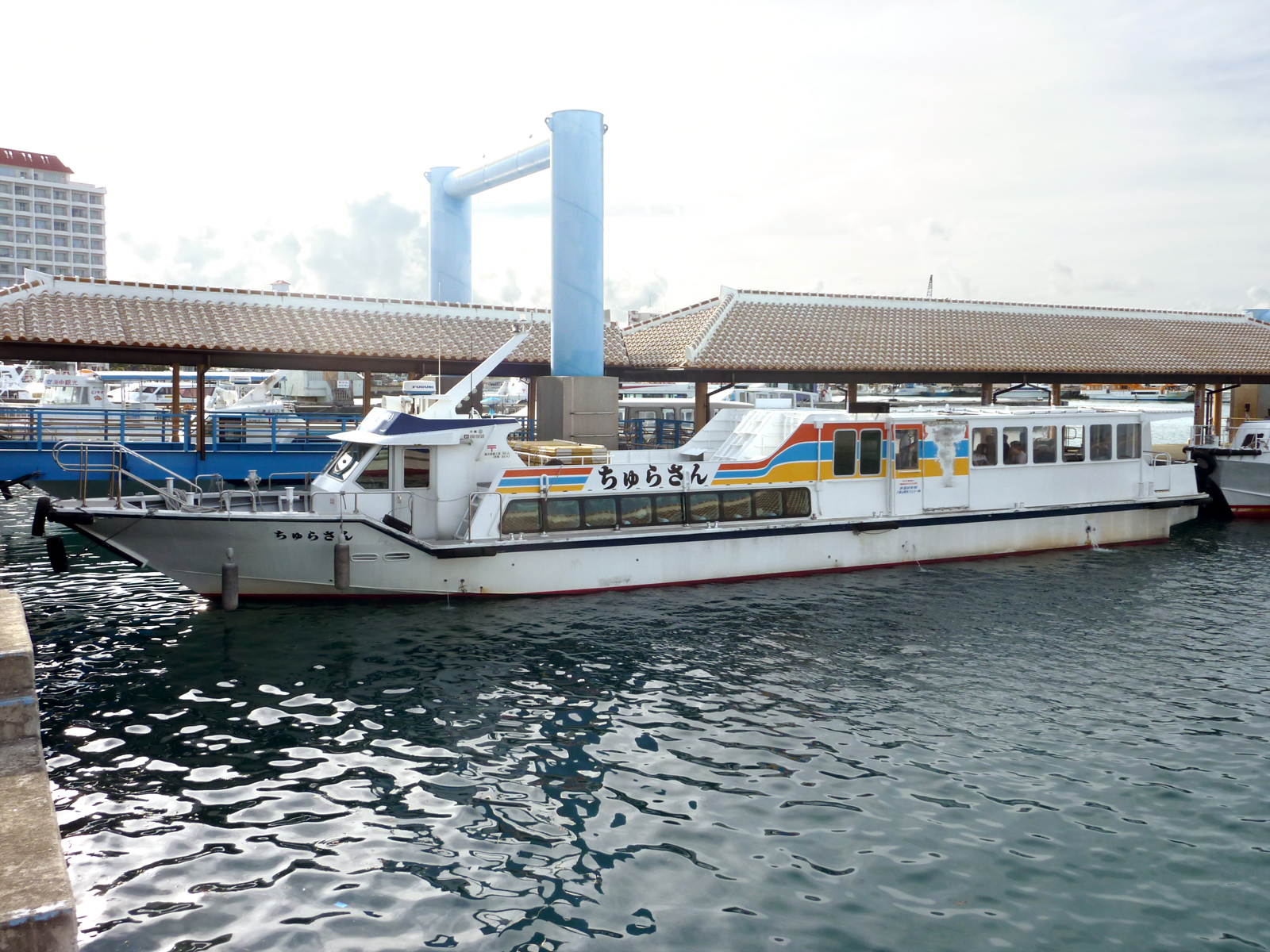
ちゅらさん（石垣港）

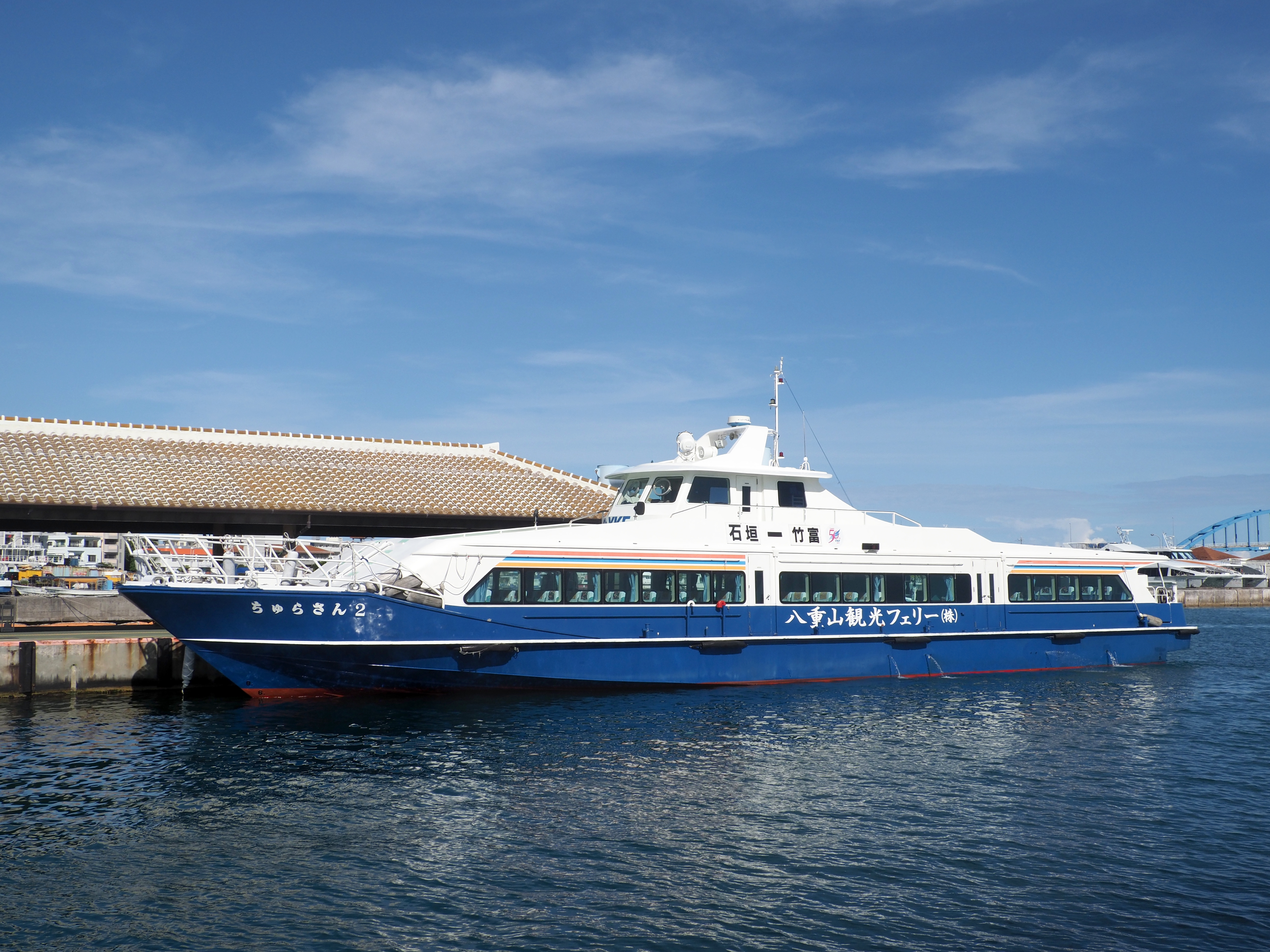
ちゅらさん2（石垣港）

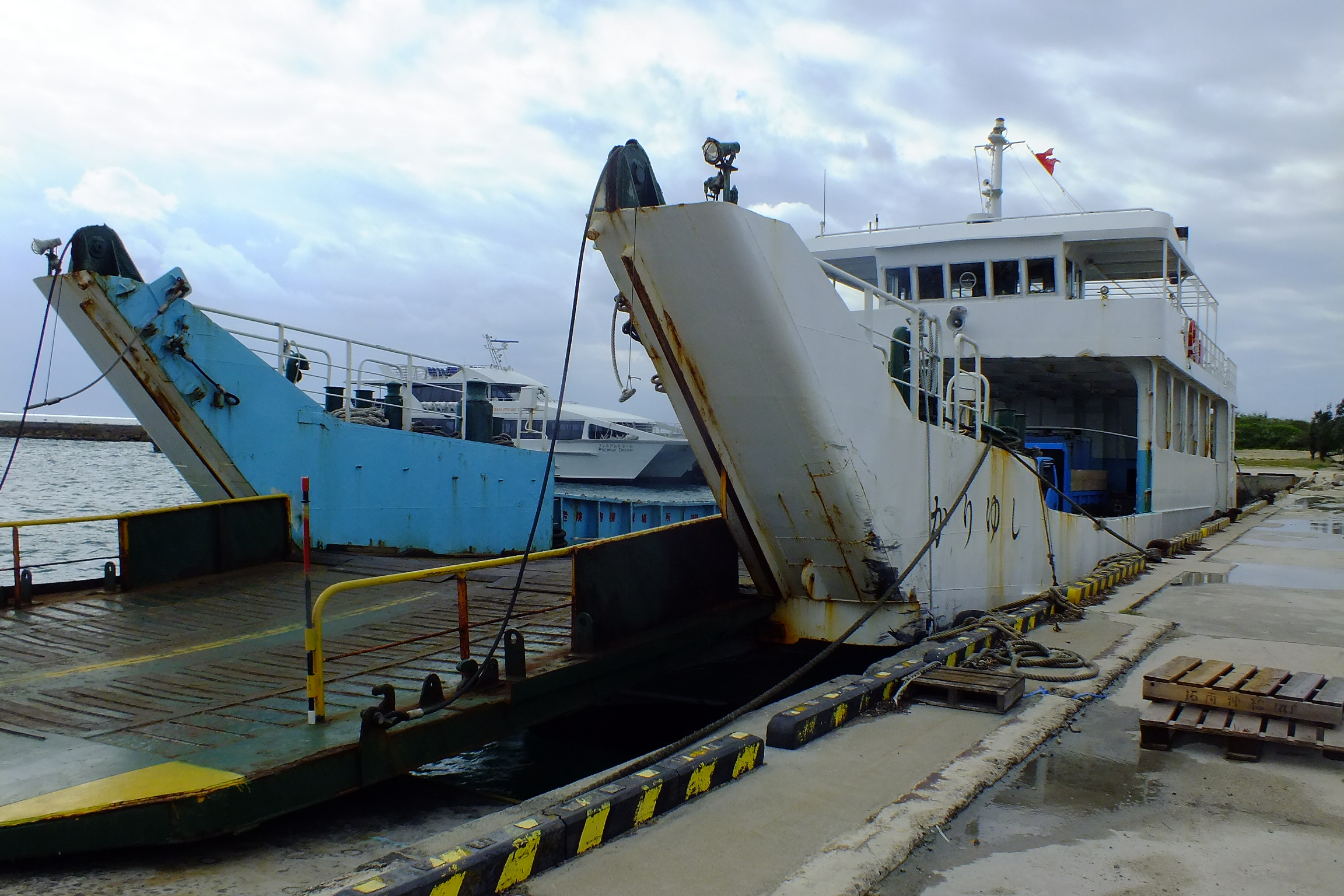
かりゆし（大原港）

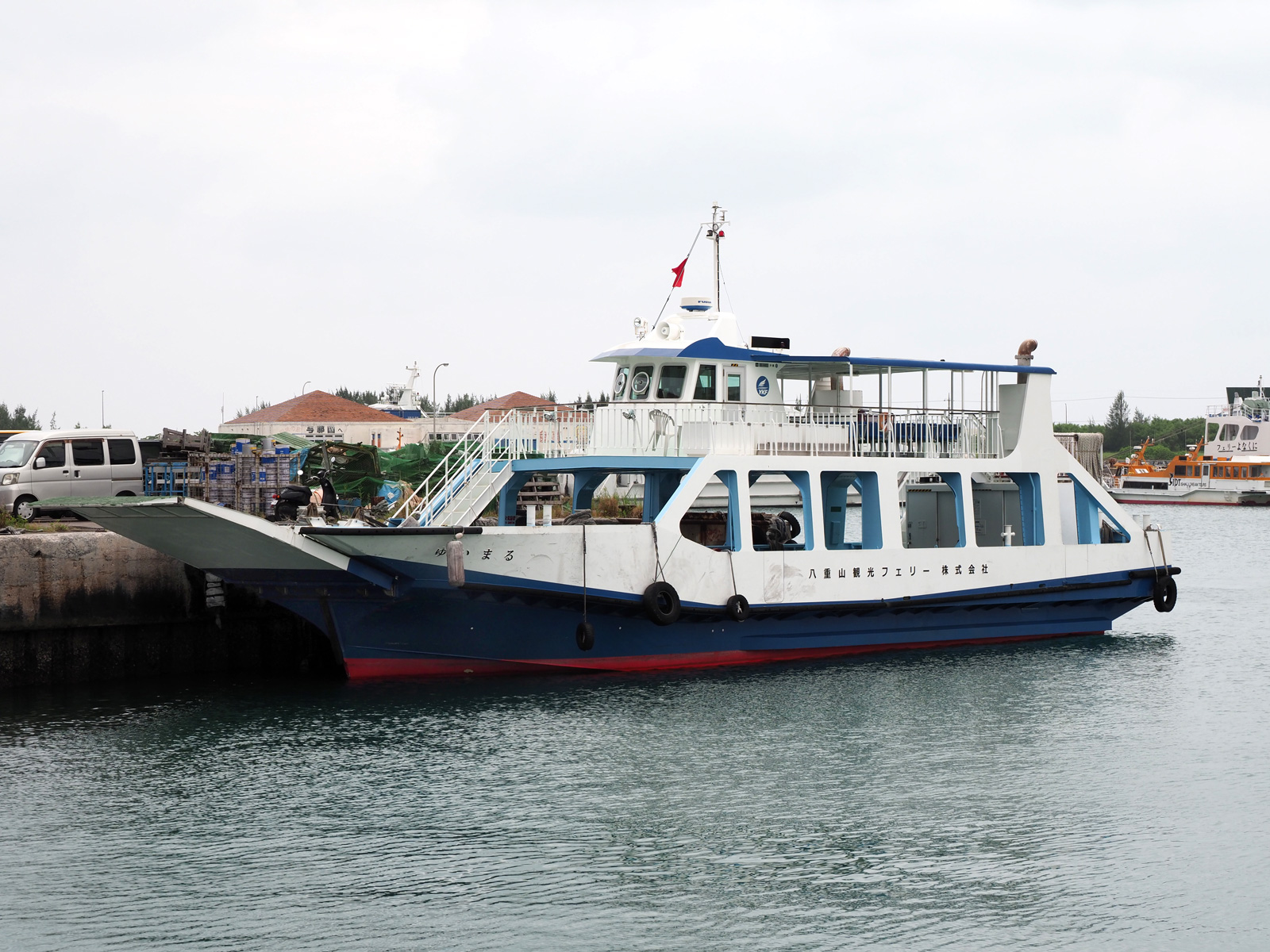
ゆいまる（石垣港）

八重山観光フェリー株式会社（やえやまかんこうフェリー）は、沖縄県石垣市美崎町に本社を置く海運会社である。

## 概要
八重山列島の離島航路における老舗である。八重山列島において、主に石垣島と他の島との間で旅客船・フェリーを運航している。大半の営業航路が安栄観光とのダブルトラックとなっているが、2010年（平成22年）4月から2020年（令和2年）9月までの間は共同運航を行っており、共通乗船券で両社の船に乗船できた。

## 沿革
かつて八重山列島には多数の海運会社が存在し同一航路に参入していた。本土復帰時にこのうち6航路10船舶を統合して当社が誕生。その後、西表観光海運との合併（1990年（平成2年））、平田観光の船舶委譲（同年）、離島総合海運との合併（1994年（平成6年））等を経て、波照間航路を除く大半の航路が当社と安栄観光との2社に集約された。
2007年（平成19年）には新たに石垣島ドリーム観光が参入し、大半の営業航路で3社でのトリプルトラックとなった。八重山観光フェリーと安栄観光は、コスト削減を目的に、2010年（平成22年）4月から黒島航路で、同6月からは竹富航路で、さらに2011年（平成23年）4月からは小浜・大原・上原・鳩間航路でも共同運航を実施し、八重山観光フェリーが未就航の波照間航路を除くすべての高速船で、両社の乗船券が相互利用できるようになり、2社共同運航便と石垣島ドリーム観光との実質的なダブルトラックとなった。その後、石垣島ドリーム観光は2018年（平成30年）4月からツアー（不定期航路事業）に特化し、定期航路事業を休止。2020年（令和2年）10月1日からは、2社による共同運航が解消され、共通乗船券が廃止された。
2018年（平成30年）3月に、同年8月から新造船による波照間航路参入を検討しており、不定期航路は国や県に申請中で許可が下り次第運航開始、定期航路は慎重かつ前向きに検討中と報道された。その後、同年8月2日に石垣-大原-波照間航路の不定期航路事業の許可を取得しており、2019年（令和元年）7月20日に夏季限定のツアーで波照間島への不定期航路の運航を開始した。

### 年表
- 1971年（昭和46年）11月12日 - 日本復帰を控えた琉球政府離島航路整備計画に基づき、八重山列島の6航路10船舶を統合し、9船主、竹富町及び琉球海運株式会社を株主として、八重山観光フェリーが設立される[4][13][6]。
- 1972年（昭和47年）7月18日 - 石垣島-竹富島間にホーバークラフト「蛟龍」就航。日本政府から竹富町に譲渡され八重山観光フェリーに貸与されたもので[4]、以後、石垣島-竹富島・小浜島・黒島・西表島間で運航された[6][14][15]。
- 1982年（昭和57年）7月27日 - ホーバークラフトの運航終了[6][14]。
- 1990年（平成2年）
  - 7月1日 - 西表観光海運株式会社と合併[7]。
  - 平田観光より全ての船舶を委譲される（平田観光は代理店となる）。
- 1994年（平成6年）10月1日 - 離島総合海運株式会社（1993年（平成5年）3月に有限会社スバル観光から改組）と合併[7]。
- 2008年（平成20年）7月1日 - 燃料油価格変動調整金（燃料サーチャージ）制度を導入[16]（2009年（平成21年）1月10日廃止[16]。以後、2011年（平成23年）3月10日から[17]2015年（平成27年）9月1日まで[18]、2018年（平成30年）8月1日からも導入[19]）。
- 2010年（平成22年）
  - 4月 - 黒島航路で試験的に安栄観光との共通乗船券を販売開始[8]。
  - 6月2日 - 竹富航路で安栄観光との共通乗船券を発売するとともに、共同運航を開始[8]。
- 2011年（平成23年）4月 - 安栄観光との共通乗船券適用航路を拡大し、波照間航路以外のすべての高速船が対象になる[9]。
- 2018年（平成30年）3月 - 同年8月から新造船による波照間航路参入を検討しており、不定期航路は国や県に申請中で許可が下り次第運航開始、定期航路は慎重かつ前向きに検討中と報道される[1]。
- 2019年（令和元年）7月 - 夏季限定のツアーで波照間島への不定期航路の運航を開始[12]。
- 2020年（令和2年）10月1日 - 安栄観光との共同運航を廃止[2][3]。

## 航路
※下記は、旅客船（高速船）航路については2022年10月 - 11月、貨客船（フェリー）航路については2022年10月の情報。
石垣島（石垣港）発着の旅客船（高速船）航路
- - 竹富島・竹富東港 ※1日石垣発10本、竹富発11本
- - 小浜島・小浜港 ※1日7往復
- - 黒島・黒島港 ※1日3往復
- - 西表島・大原港 ※1日6往復（うち大原発の1便は竹富島経由）
- - 西表島・上原港 ※1日6往復（うち上下各1便は鳩間島経由）
- - 鳩間島・鳩間港 ※1日2往復（うち上下各1便は上原経由）

その他の島間の旅客船（高速船）航路
（石垣港発着便の途中寄港も含む。）
- 西表島・大原港→竹富島・竹富東港 ※片道のみ1日1便
- 西表島・上原港 - 鳩間島・鳩間港 ※1日1往復

貨客船（フェリー）航路
- 石垣港 - 竹富島・竹富東港 ※月・金曜日運航
- 石垣港 - 小浜島・小浜港 ※火・木・土曜日運航
- 石垣港 - 黒島・黒島港 ※火・土曜日運航
- 石垣港 - 西表島・大原港 ※月・水・金曜日運航
- 石垣港→鳩間島・鳩間港→西表島・上原港→石垣港 ※火・木・土曜日運航（木曜日は逆回り）

## 保有船舶

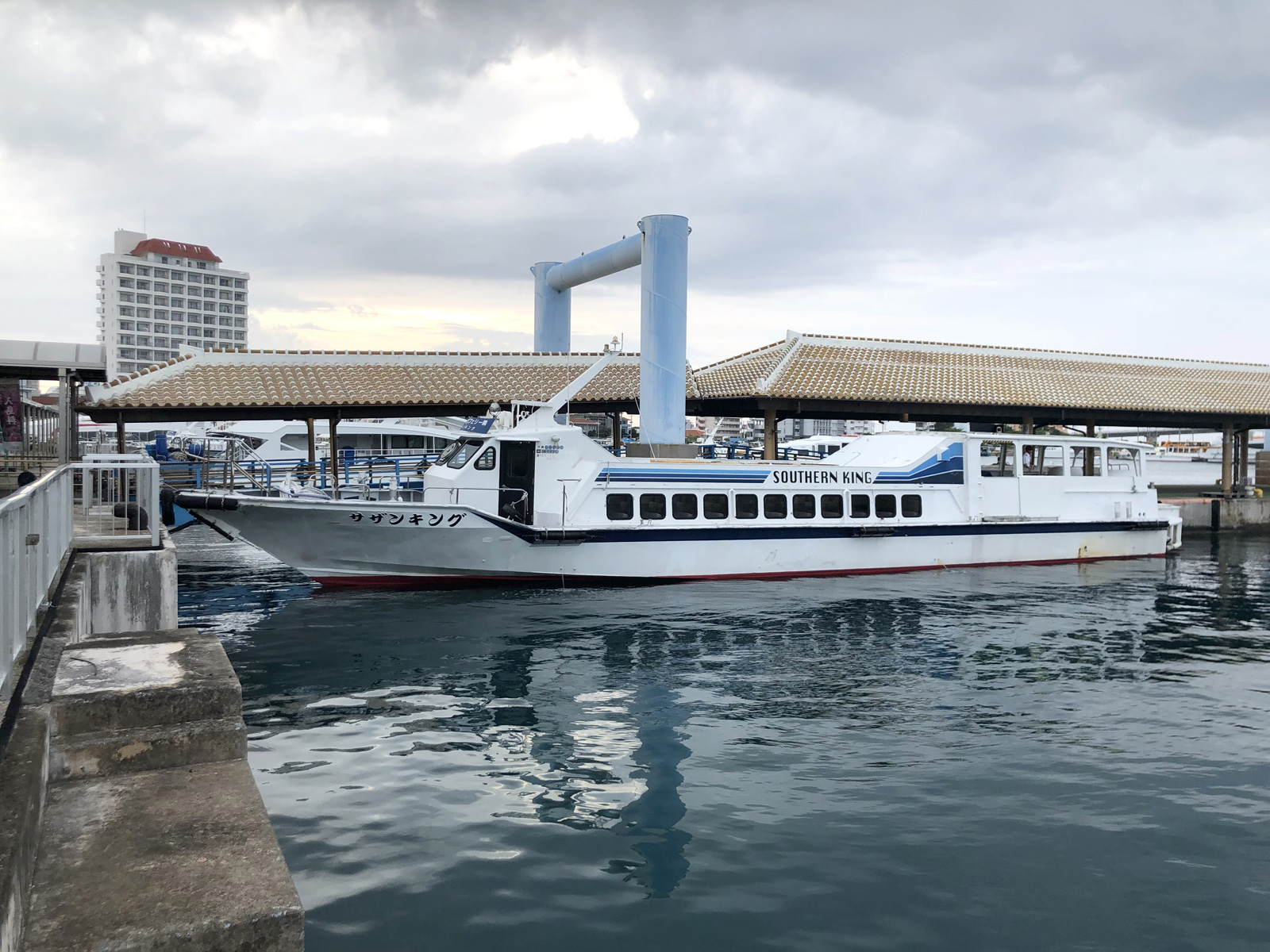
サザンキング（石垣港）
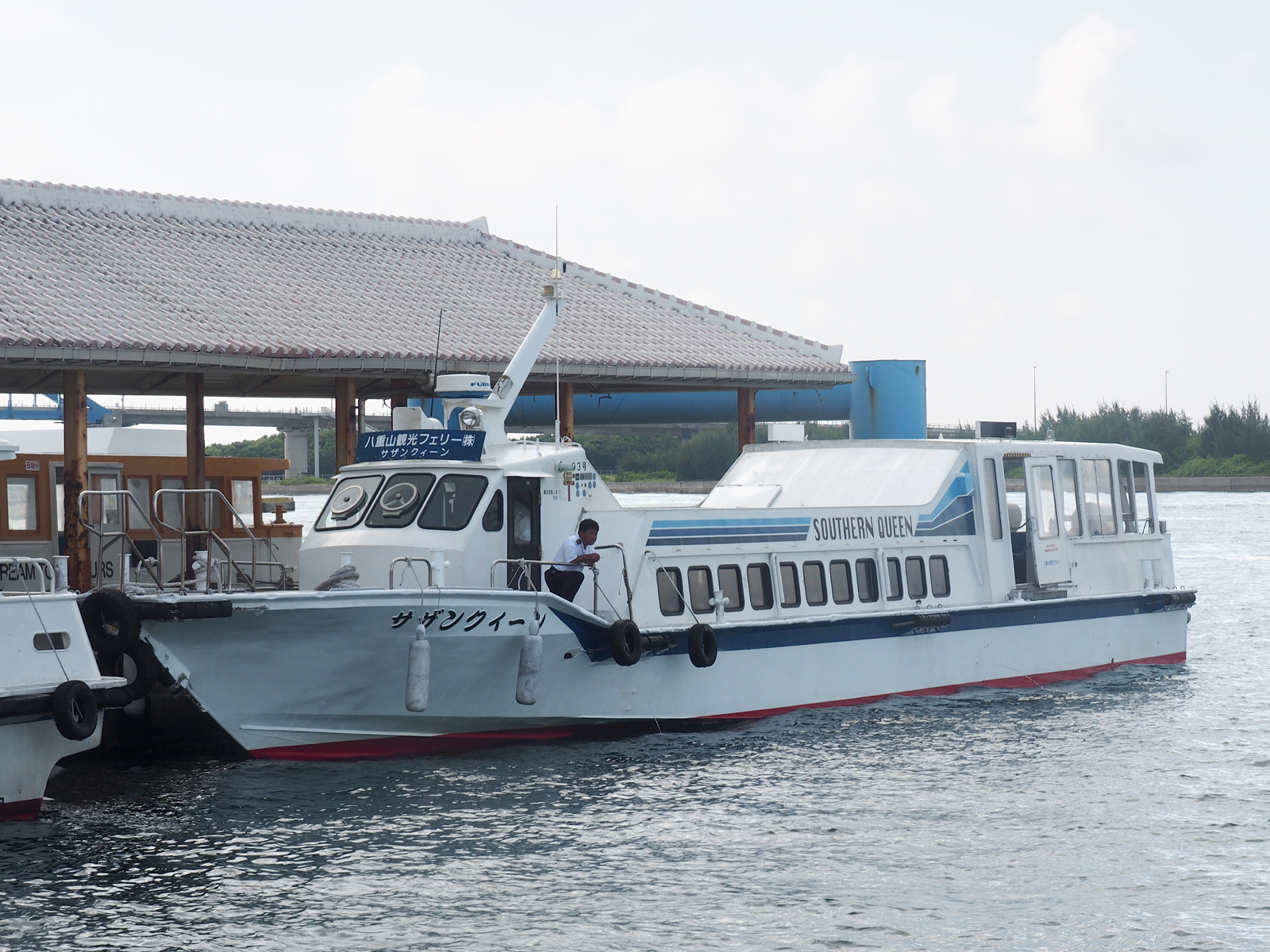
サザンクイーン（石垣港）
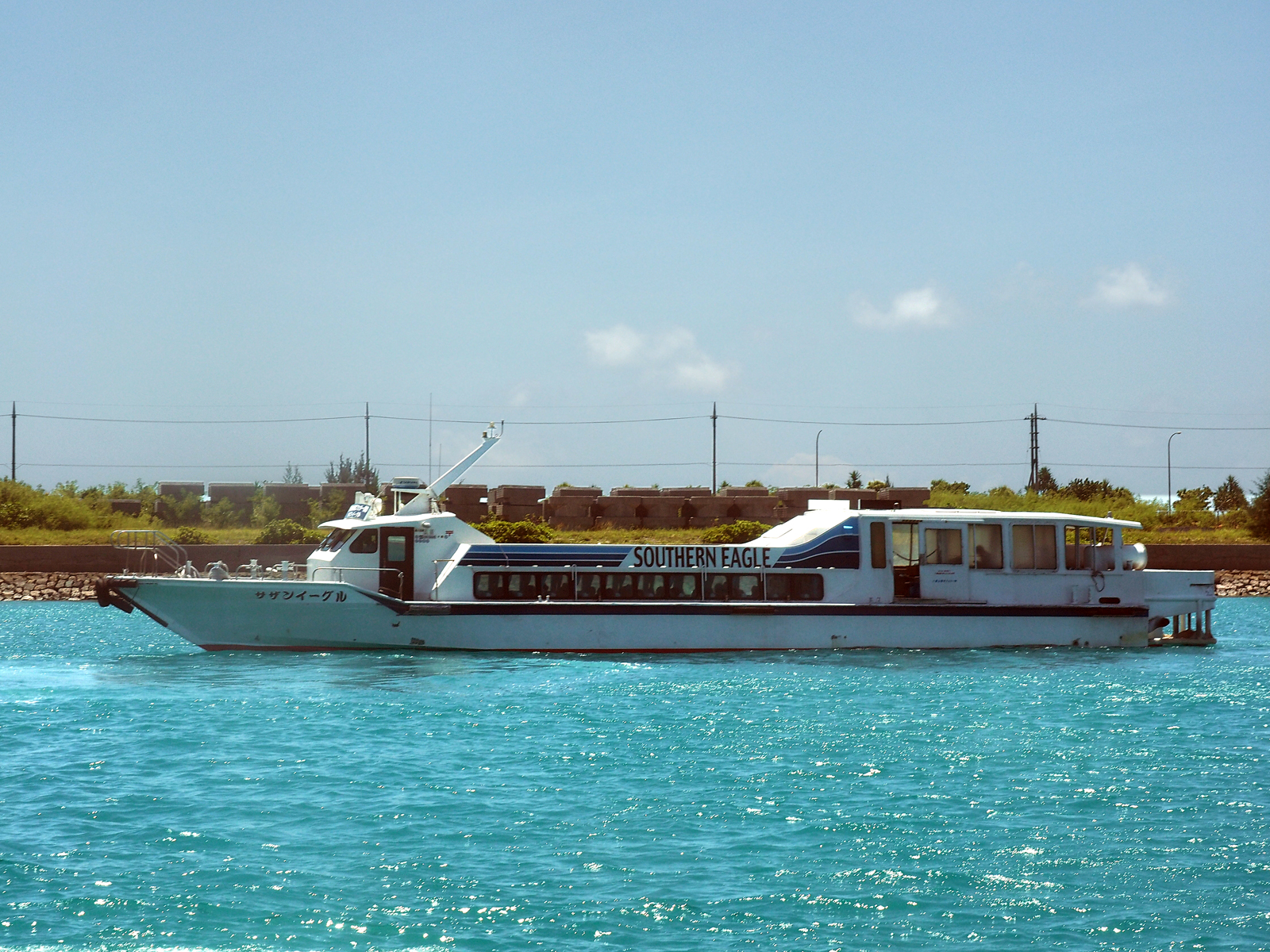
サザンイーグル（石垣港）
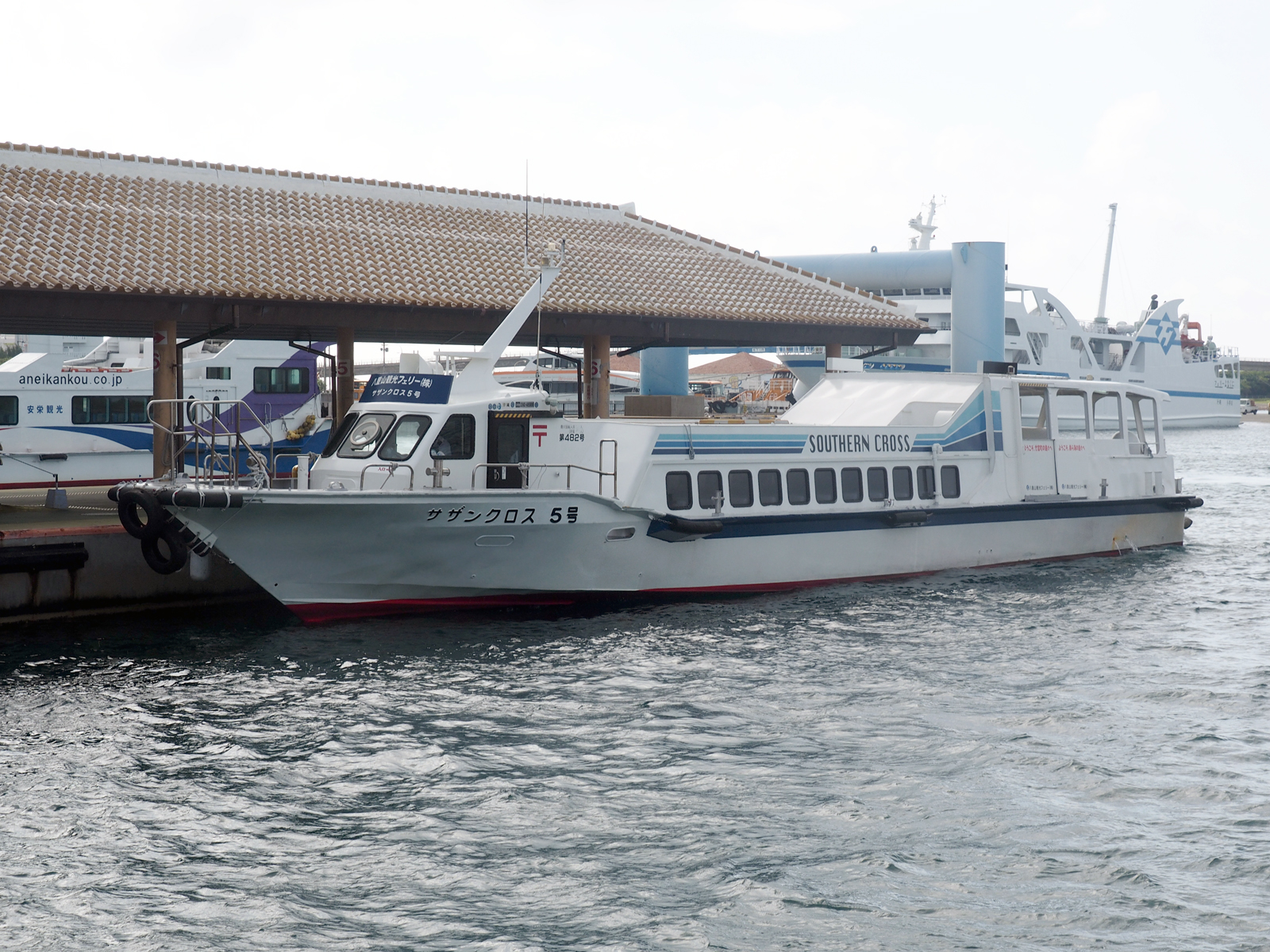
サザンクロス5号（石垣港）
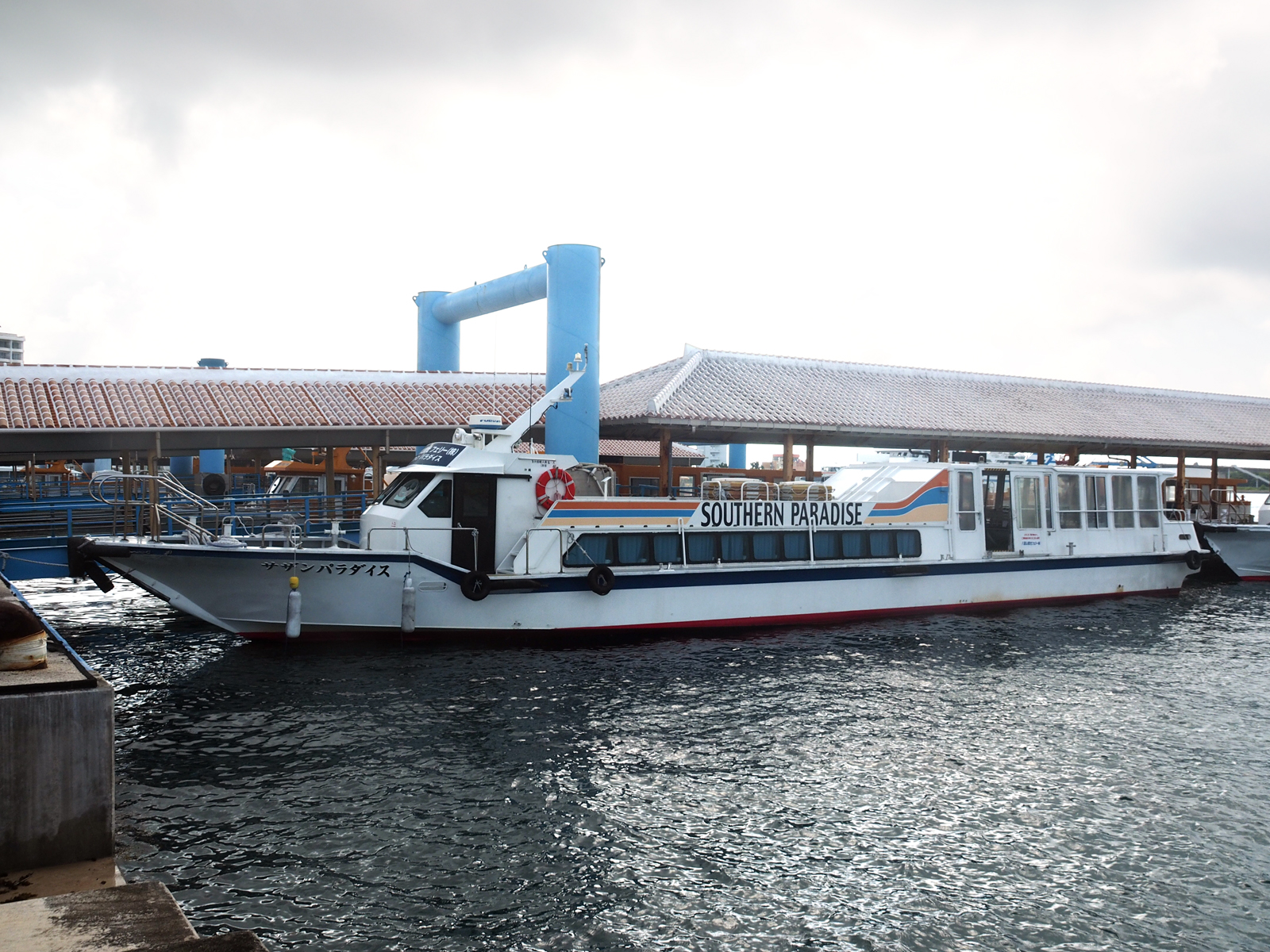
サザンパラダイス（石垣港）
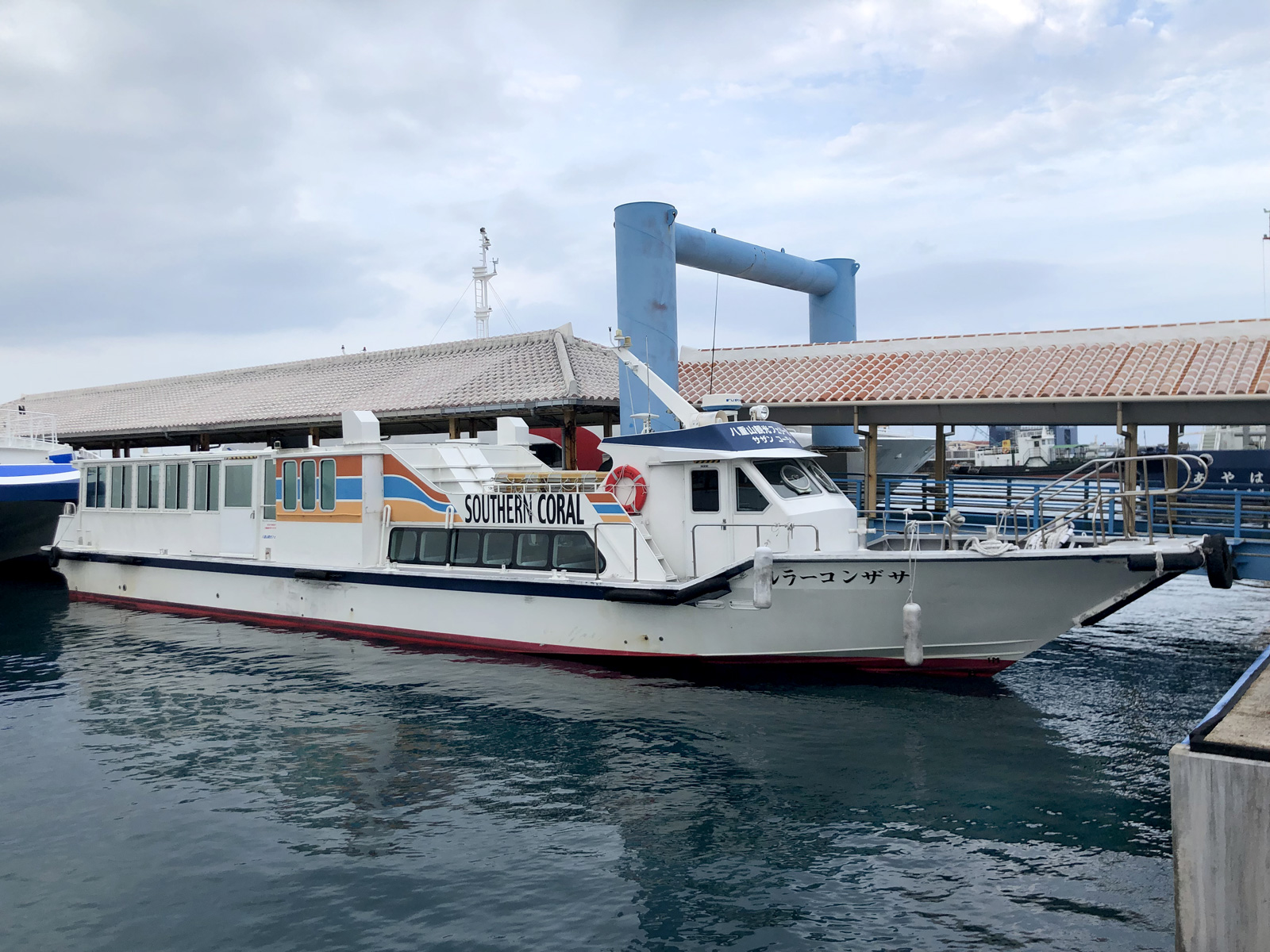
サザンコーラル（石垣港）

• やいま
2021年10月8日進水、2021年12月18日就航。江藤造船所（唐津）建造。
122総トン、全長33 m、全幅7.5 m、最大速力32ノット、旅客定員220名。
船名の「やいま」は「八重山」を意味する八重山方言。2021年7月に「奄美大島、徳之島、沖縄島北部及び西表島」が世界自然遺産に登録されたことに因み、船体にイリオモテヤマネコ、カンムリワシ等の八重山地方の動植物をデザインしている。
 • あやぱに
2018年9月15日就航。江藤造船所（唐津）建造。
全長31.92 m、全幅7.50 m、最大速力30ノット、旅客定員217名。
船名の「あやぱに」（綾羽）は「美しい羽」を意味し、カンムリワシの羽根を表す八重山方言。
 • にいぬふぁぶし
1990年12月進水・1991年1月竣工、強力造船所（伊勢）建造。
96総トン、全長33.20 m、型幅6.50 m、型深さ2.20 m、ディーゼル3基、機関出力3,120 PS、航海速力30ノット、旅客定員188名・乗組員4名。
船名の「にいぬふぁぶし」（子ぬ方星）は「北極星」を意味する沖縄方言。
 • ちゅらさん
2004年11月進水、江藤造船所（唐津）建造。
19総トン、航海速力40ノット、旅客定員94名・乗組員2名。
船名の「ちゅらさん」は「美しい」を意味する沖縄方言で、八重山列島の小浜島を舞台としたNHK連続テレビ小説「ちゅらさん」で広く知られるようになった。
 • ちゅらさん2
2006年7月進水・竣工、江藤造船所（唐津）建造、沖縄県離島海運振興保有。
83総トン、全長30.70 m、型幅5.70 m、型深さ1.75 m、ディーゼル3基、機関出力2,443 PS、航海速力34ノット、旅客定員149名・乗組員3名。
 • サザンキング
1998年9月進水・1989年竣工。
19総トン、ディーゼル2基、機関出力2,080 PS、航海速力40ノット、旅客定員90名・乗組員2名。
 • サザンクイーン
1998年8月進水・1992年竣工。
19総トン、ディーゼル2基、機関出力2,080 PS、航海速力40ノット、旅客定員90名・乗組員2名。
 • サザンイーグル
2000年9月進水、江藤造船所（唐津）建造。
19総トン、航海速力40ノット、旅客定員90名・乗組員2名。
 • サザンクロス5号
1997年1月進水、江藤造船所（唐津）建造。
19総トン、航海速力40ノット、旅客定員90名・乗組員2名。
 • サザンパラダイス
2001年12月進水、江藤造船所（唐津）建造。
19総トン、航海速力40ノット、旅客定員90名・乗組員2名。
 • サザンコーラル
2003年11月進水。
19総トン、航海速力40ノット、旅客定員90名・乗組員2名。
 • かりゆし（フェリー）
1993年4月進水・1993年竣工、小門造船鉄工建造。
99総トン、航海速力12ノット、旅客定員13名・乗組員2名。
船名の「かりゆし」は「めでたいこと」、「縁起のよいこと」などの意味がある沖縄方言。
 • ゆいまる（フェリー）
2017年3月竣工、2017年10月10日就航、江藤造船所（唐津）建造。
19総トン、最大速力20ノット、定員20名。
平成丸に代わる新造船。
船名の「ゆいまる」は「助け合い」などの意味がある沖縄方言（この意味の方言としては「ゆいまーる」と表記されることが多い）。

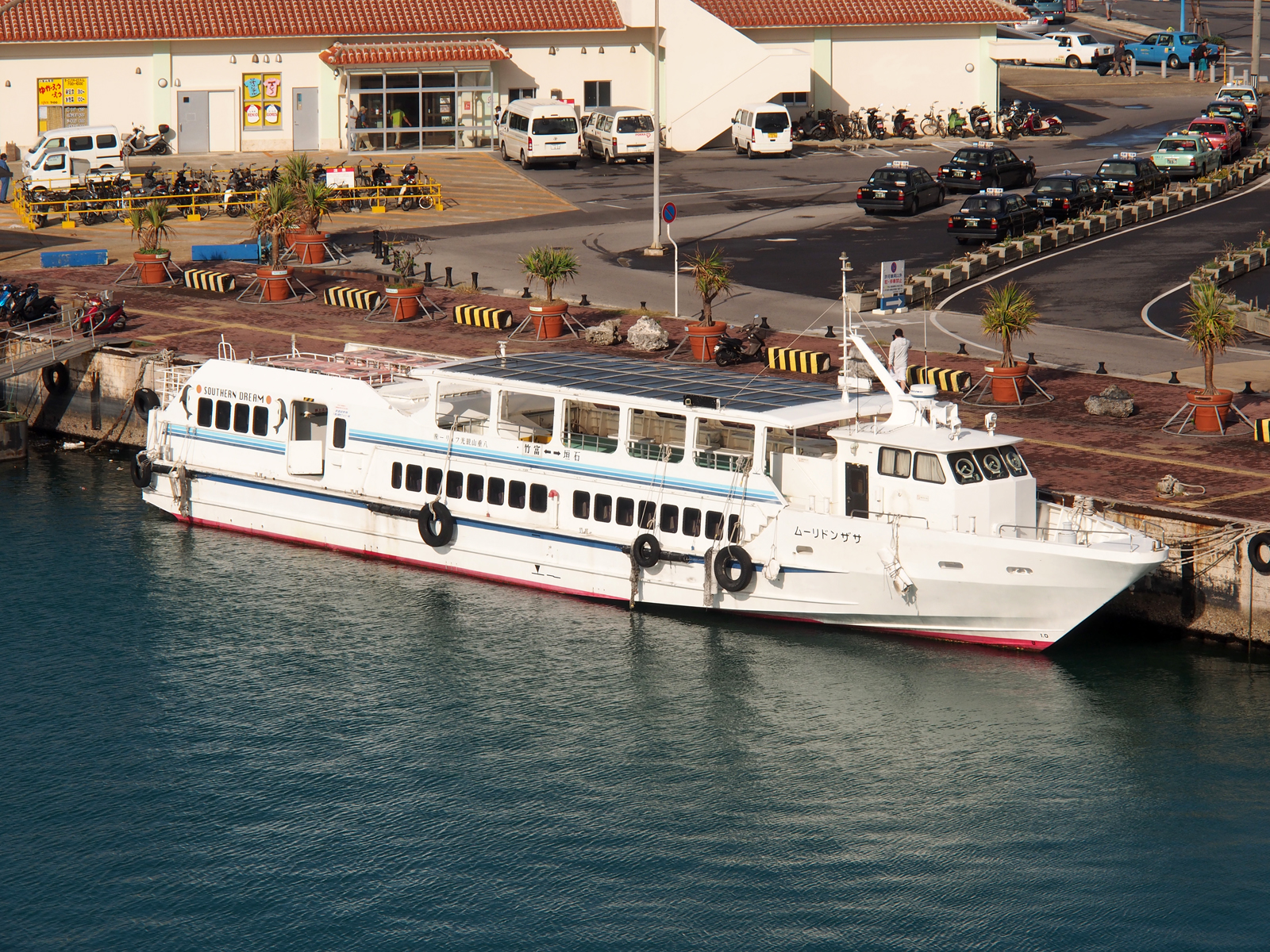
サザンキング（石垣港）
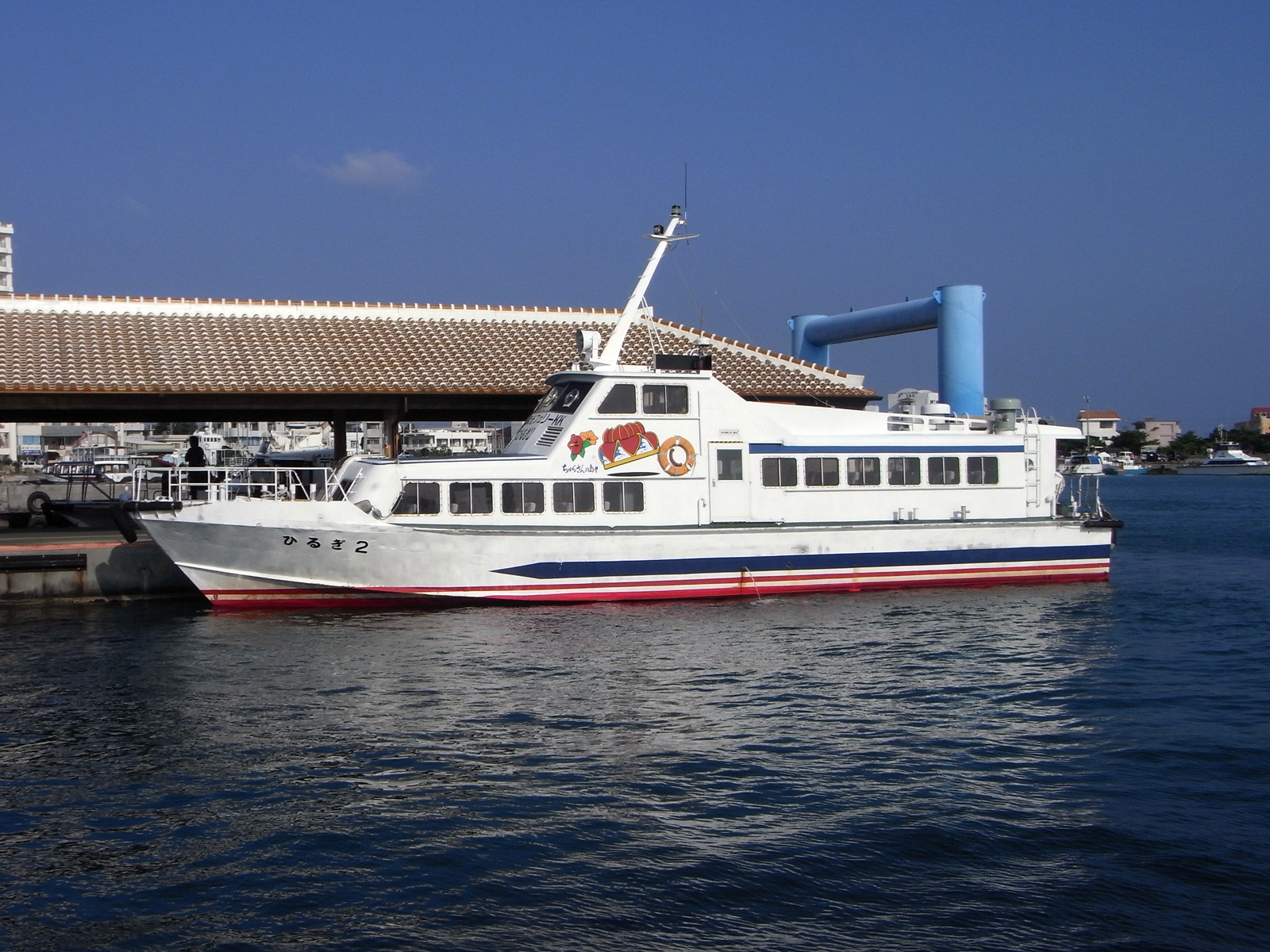
サザンクイーン（石垣港）
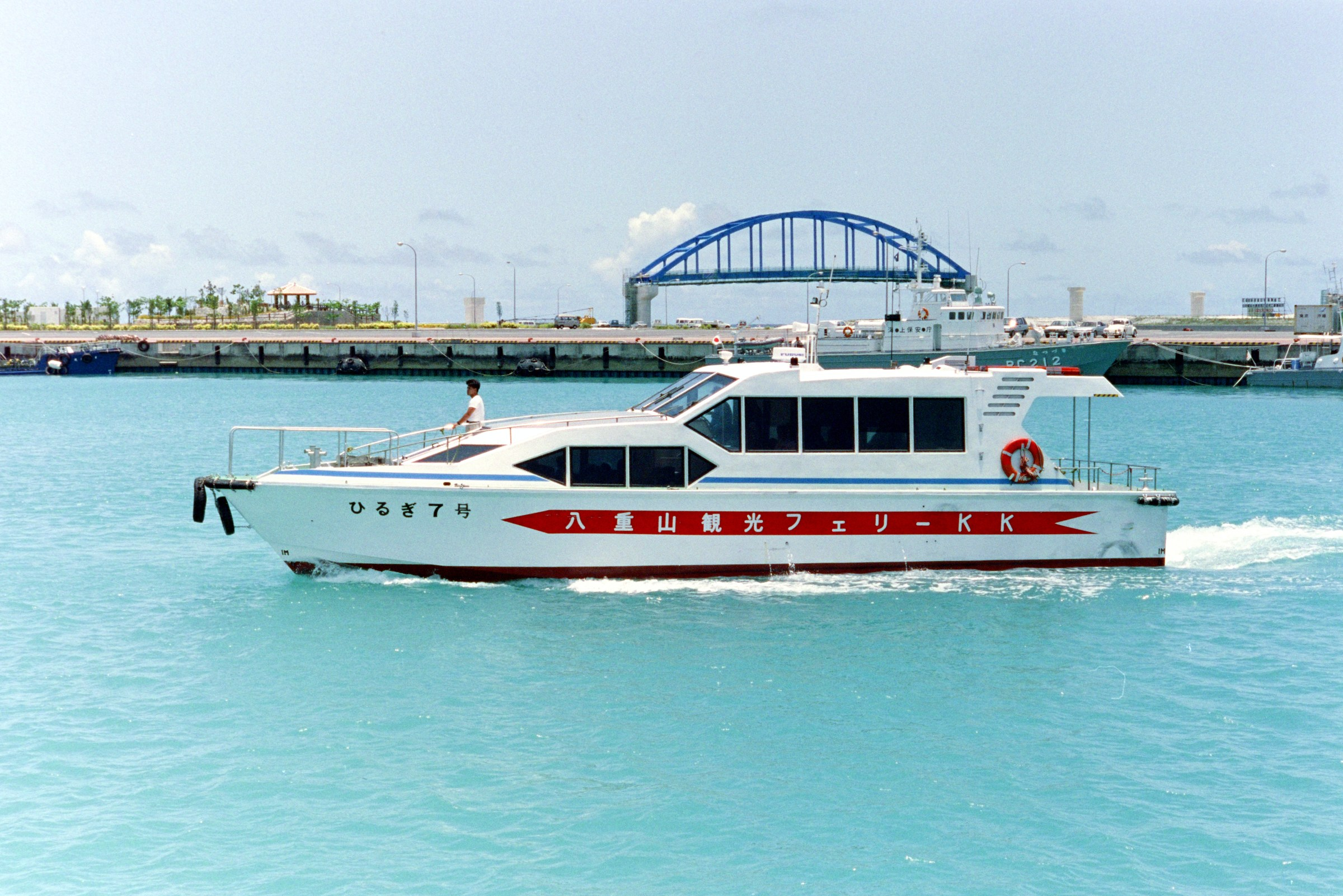
サザンイーグル（石垣港）
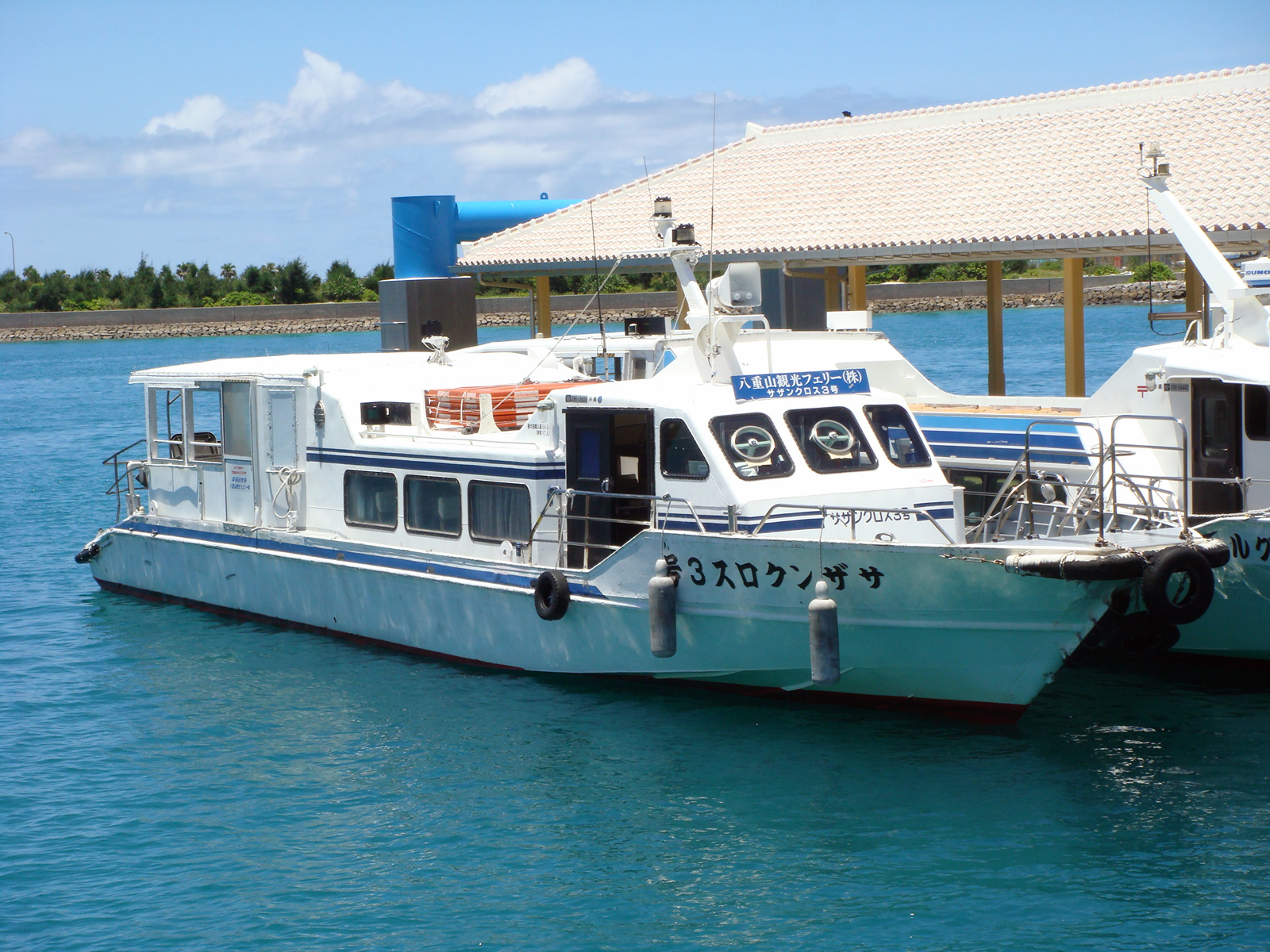
サザンクロス5号（石垣港）
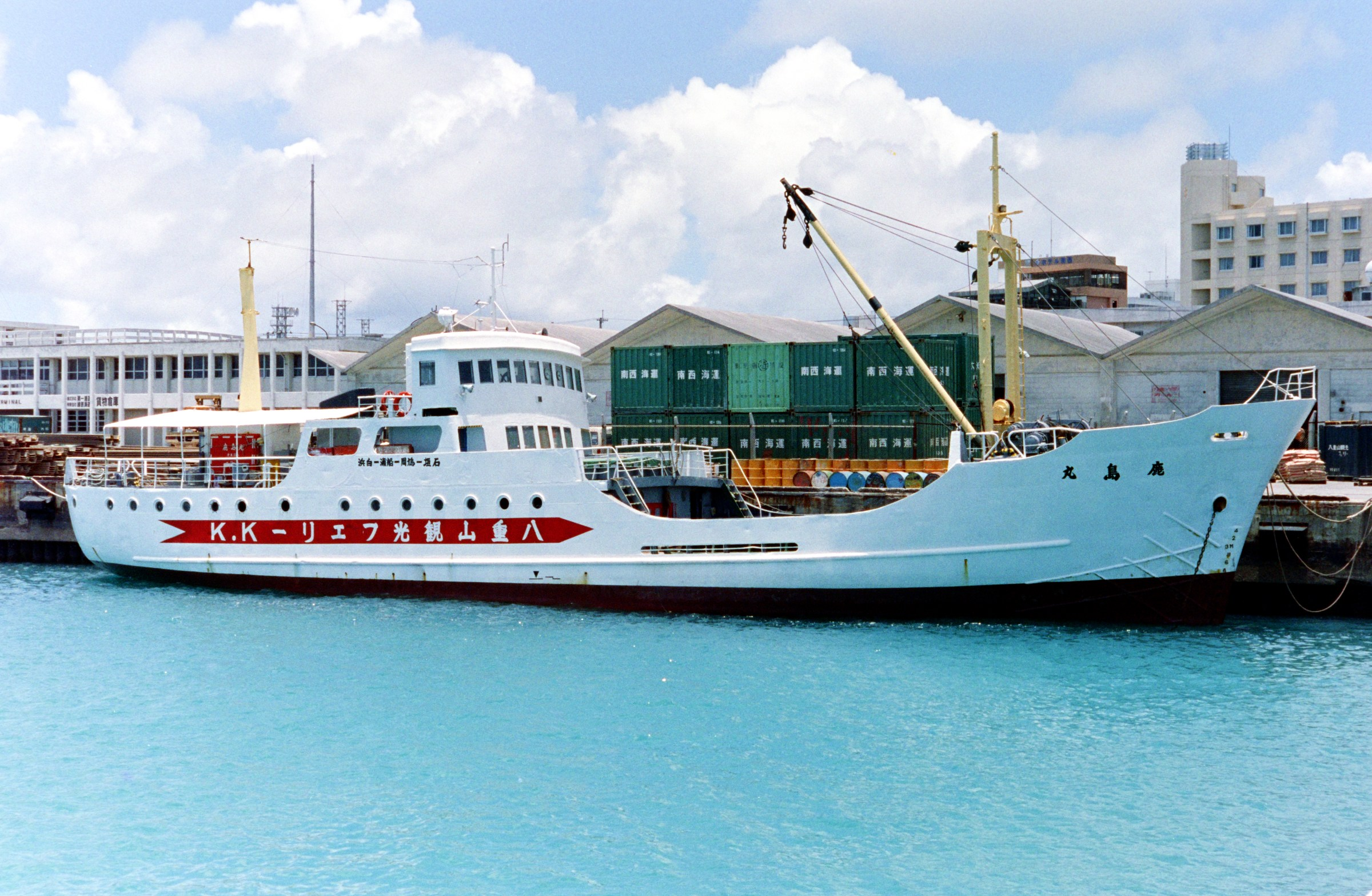
サザンパラダイス（石垣港）
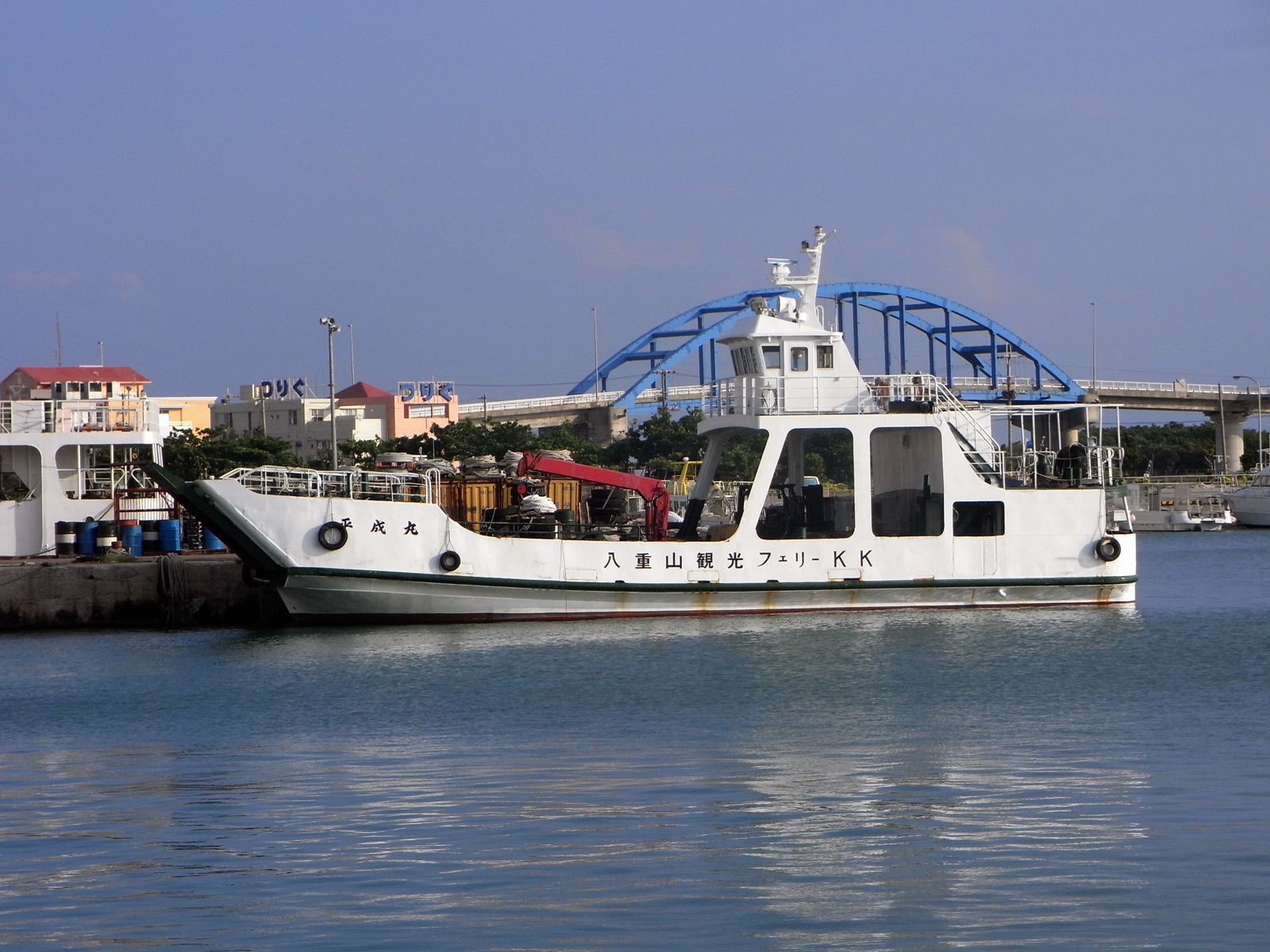
サザンコーラル（石垣港）

### 過去の保有船舶
• 第一東光丸
1966年4月進水。木造船。
19.08総トン、ディーゼル1基、機関出力90 PS、航海速力9.7ノット、旅客定員51名。
 • 第三東光丸
1970年3月進水。木造船。
18.54総トン、ディーゼル1基、機関出力120 PS、航海速力10.97ノット、旅客定員40名。
 • こうりゅう/蛟龍
1972年2月進水。三井造船建造。MV-PP5型。ホーバークラフト。
22.80総トン、ガスタービン、機関出力1,050 PS、航海速力45ノット、旅客定員52名。
 • 竹富丸
1975年8月竣工、深寿造船工業建造。木造船。
18.58総トン、全長11.95 m、幅3.40 m、深さ1.35 m、ディーゼル1基、機関出力325 PS、航海速力20.50ノット、旅客定員53名。
 • ひるぎ
1977年7月竣工、深寿造船工業建造。FRP製。
29.55総トン、全長16.30 m、幅3.78 m、深さ1.75 m、ディーゼル1基、機関出力540 PS、航海速力23.5ノット、旅客定員80名。
 • とろぴかるくいーん
1982年7月9日竣工、同月24日就航、ヤマハ発動機大牟田工場建造。沖縄離島海運振興所有。FRP製、ウォータージェット推進。
80総トン、全長23.5 m、幅5.0 m、深さ2.1 m、ディーゼル2基、機関出力1,400 PS、航海速力27ノット、旅客定員150名。
 • えめらるどくいーん
1985年2月竣工、ヤマハ発動機蒲郡建造。FRP製。
52総トン、登録長25.20 m、型幅4.98 m、型深さ2.10 m、機関出力1,340 PS、航海速力27.0ノット、旅客定員107名・乗組員2名。
 • はやぶさ
1974年12月進水、三保造船所建造、もと山陽商船「第三はやぶさ」。
31.88総トン、登録長16.0 m、型幅4.1 m、型深さ1.7 m、ディーゼル2基、機関出力650 PS、航海速力28.0ノット、旅客定員88名。
 • ひるぎ2
1986年竣工、鈴木造船建造。
33総トン、全長19.95 m、型幅4.30 m、型深さ2.01 m、ディーゼル2基、機関出力970 PS、航海速力25ノット、旅客定員96名。
 • ひるぎ3号
1987年6月進水、東海船舶産業建造。
19.00総トン、ディーゼル1基、機関出力770 PS、航海速力27.0ノット、旅客定員49名。
 • ひるぎ5号
1989年3月進水、強力造船所建造。
19.00総トン、ディーゼル1基、機関出力1,200 PS、航海速力30.0ノット、旅客定員55名。
 • ひるぎ7号
1990年2月進水、強力造船所建造。
19.00総トン、ディーゼル1基、機関出力1,650 PS、航海速力30.0ノット、旅客定員55名。
 • サザンドリーム
1997年11月竣工、江藤造船所（唐津）建造。
74総トン、全長33.50 m、型幅5.60 m、型深さ2.30 m、ディーゼル3基、機関出力3,120 PS、航海速力32ノット、旅客定員150名。
 • サザンクロス1号
1992年12月進水、興和クラフト建造。
19.00総トン、ディーゼル2基、機関出力1,400 PS、速力34.0ノット、旅客定員62名。
 • サザンクロス3号
1993年1月進水、興和クラフト建造。
19.00総トン、ディーゼル2基、機関出力1,400 PS、航海速力34.0ノット、旅客定員62名。
 • サザンクロス5号
1997年1月進水、江藤造船所建造。
19.00総トン、ディーゼル2基、機関出力1,820 PS、航海速力40ノット、旅客定員90名。
 • サザンクロス8号
1996年2月進水、興和クラフト建造。
19.00総トン、ディーゼル2基、機関出力1,820 PS、航海速力40ノット、旅客定員90名・乗組員2名。
 • はまゆう
1998年竣工。
19総トン、航海速力22ノット、旅客定員80名。
 • スバル7号
1992年2月進水、興和クラフト建造。スバル観光より継承。
15.00総トン、ディーゼル1基、機関出力380 PS、航海速力27.0ノット、旅客定員52名。
 • スバル8号
1989年3月進水、興和クラフト建造。旧スバル観光（離島総合海運）の船舶。
19.00総トン、ディーゼル2基、機関出力1,200 PS、航海速力27.0ノット、旅客定員48名。
 • スバル18号
1990年3月進水、興和クラフト建造。旧スバル観光（離島総合海運）の船舶。
19.00総トン、ディーゼル2基、機関出力1,200 PS、航海速力27.0ノット、旅客定員58名。
 • マリーンスター
1979年4月竣工、墨田川造船建造。西表観光海運より継承。
140.63総トン、全長28.80 m、型幅5.80 m、型深さ2.60 m、ディーゼル2基、機関出力2,200 PS、航海速力24ノット、旅客定員141名。
 • 大原丸（貨客船）
1974年4月竣工、新糸満造船建造。
27.51総トン、全長16.37 m、幅3.82 m、深さ1.50 m、ディーゼル2基、機関出力220 PS、航海速力9.5ノット、旅客定員51名、普通車1台。
 • 鹿島丸（貨客船）
1968年12月竣工、松浦鉄工造船所建造。西表観光海運より継承、もと多良間海運「第一普天間丸」。
262.43総トン、全長40.54 m、型幅7.30 m、型深さ3.20 m、ディーゼル1基、機関出力850 PS、航海速力12.8ノット、旅客定員50名。
 • フェリーかりゆし（フェリー）
1980年7月竣工、南九州造船建造。もと宮古フェリー。
134.56総トン、全長33.50 m、型幅7.10 m、型深さ2.55 m、ディーゼル2基、機関出力1,300 PS、航海速力13.00ノット、旅客定員94名、乗用車4台。
 • 平成丸（フェリー）
1990年9月進水・1990年竣工、三上造船建造。
43総トン、航海速力10ノット、旅客定員16名・乗組員4名、貨物搭載能力25トン。
- サザンドリーム（石垣港）
- ひるぎ2（石垣港）
- ひるぎ7号（石垣港）
- サザンクロス3号（石垣港）
- 鹿島丸（石垣港）
- 平成丸（石垣港）